# Craponne-sur-Arzon
Craponne-sur-Arzon ist eine französische Gemeinde mit 2.004 Einwohnern (Stand: 1. Januar 2022) im Département Haute-Loire in der Region Auvergne-Rhône-Alpes; sie gehört zum Arrondissement Le Puy-en-Velay und ist der Hauptort (chef-lieu) des Kantons Plateau du Haut-Velay granitique.

## Geographie
Craponne-sur-Arzon liegt in der Landschaft Velay am Fluss Arzon, einem Zufluss der Loire.

### Nachbargemeinden
Umgeben wird Craponne-sur-Arzon von den Nachbargemeinden Sauvessanges im Norden, Usson-en-Forez im Nordosten, Saint-Georges-Lagricol im Osten und Südosten, Beaune-sur-Arzon im Süden und Südwesten, Jullianges im Westen, Saint-Victor-sur-Arlanc im Westen und Nordwesten sowie Saint-Jean-d’Aubrigoux im Nordwesten.

## Bevölkerungsentwicklung
| Jahr                       | 1962 | 1968 | 1975 | 1982 | 1990 | 1999 | 2006 | 2017 |
| Einwohner                  | 2925 | 3004 | 3086 | 3186 | 3008 | 2653 | 2217 | 1982 |
| Quellen: Cassini und INSEE |      |      |      |      |      |      |      |      |

## Verkehr
Durch die Gemeinde führt die frühere Route nationale 498 (heutige D498).

## Sehenswürdigkeiten
- Kirche Saint-Caprais, im 14./15. Jahrhundert errichtet als Ersatz für den Kirchbau aus dem 12. Jahrhundert
- Kapelle von Aubissoux
- Turm zum früheren Schloss (genannt Donjon) aus dem 12. Jahrhundert
- Pons Empeyra, Brücke aus dem Jahr 1311
- Rathaus von 1913
- Zahlreiche Häuser aus dem 17. bis 20. Jahrhundert, die als Monument historique geschützt sind